# Renaat Bosschaert
Renaat Bosschaert (Oostende, 18 november 1938 - Brugge, 30 december 2006) was een veelzijdig Belgisch kunstenaar: schilder, beeldhouwer, sierkunstenaar, graficus en drukker. Hij behoorde tot wat de Brugse School werd genoemd.

## Levensloop
Hij was een zoon van Albert Bosschaert en Gabriëlle Vervisch en studeerde aan de Academie voor Schone Kunsten Brugge bij Albert Setola (affichekunst), Fernand Boudens (schetsen) en Lucien De Jaegher (grafiek).
Toen hij vijftien was kwam hij in contact met de Antwerpse graficus-uitgever Frank-Ivo van Damme en sloot zich aan bij de Antwerpse kunstenaarskring en het tijdschrift Pijpkruid.
Hij ging werken bij het keramiekbedrijf Perignem in Beernem, vervulde interimopdrachten in het onderwijs en richtte een eigen bedrijf op onder de naam Grabo, waarvoor hij illustraties maakte voor gelegenheidsdrukwerk, evenals bibliofiele uitgaven.
Voor zijn etsen, lino's, houtsneden en gravures inspireerde hij zich vaak op Brugse stadsgezichten. Hij maakte beeldhouwwerken, functionele en sculpturale keramiek, olieverfschilderijen, grafisch werk, kunstmappen met teksten, kalligrafieën, bibliofiele uitgaven enz. Zo illustreerde hij onder meer werk van Felix Timmermans en Guido Gezelle. Verder drukte hij op zijn eigen oude handpersen en illustreerde hij ook werk van Jacob van Maerlant, Joost van den Vondel, Paul van Ostaijen, Anton van Wilderode, Paul Vanderschaeghe, Fernand Bonneure en Jaak Fontier.
Hij realiseerde heel wat bedevaartvaantjes:
- voor Onze-Lieve-Vrouw-ter-Potterie (1987);
- voor Onze-Lieve-Vrouw-van-Blindekens (1992);
- voor Klemskerke (1988);
- voor Gistel (1991).

In 1993 tekende hij twee nieuwe bedevaartvaantjes voor Brugge.
De kunstenaar hield het bij de klassieke vorm van een driehoek met rechte hoek, met afmetingen 49,5 × 29,8 cm.
Zijn woning, Sint-Annakerkstraat 6 in Brugge, werd een archief en museum, beheerd door zijn kinderen.

## Eerbetoon
Bosschaert ontving  heel wat prijzen, vooral in zijn beginjaren:
- Prijs Charles D'Hondt 1960
- Prijs Keane 1966
- Gouden plaquette 'Prijs voor schilderkunst van de stad Knokke' 1965 en 1967
- Premie prijs Clotilde Coppes Tourinnes la Grosse 1971
- Premie West-toerisme 1961
- Premie afficheprijskamp provincie West-Vlaanderen 1960 en 1964
- Toelage Ministerie van Nationale Opvoeding en Cultuur 1964